# Hunter Mahan

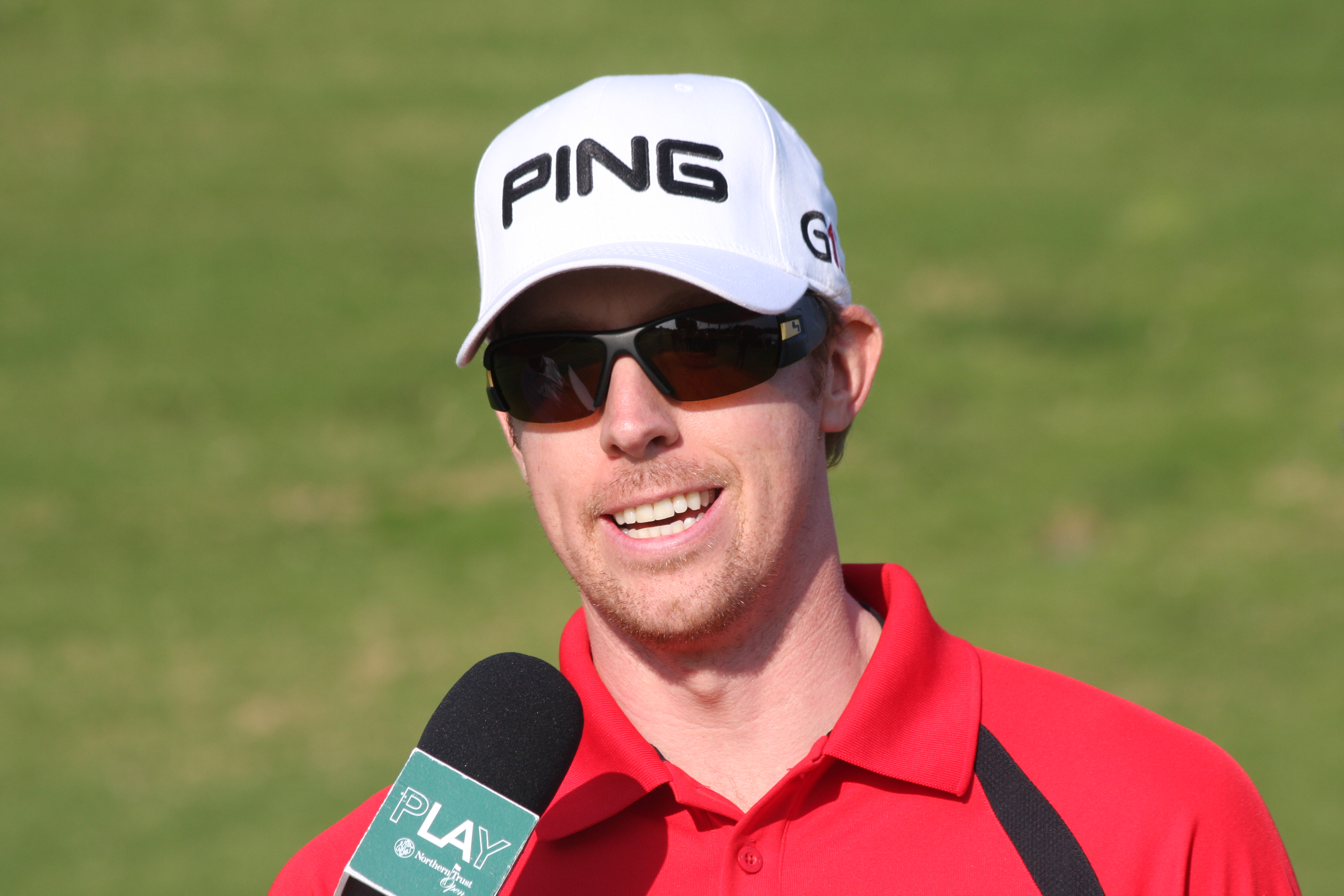
Hunter Mahan

Hunter Myles Mahan (Orange, Californië, 17 mei 1982) is een professioneel golfer uit de Verenigde Staten.

## Amateur
Mahan ging na de McKinney High School naar de Universiteit van Zuid-Californië (USC), waar hij een jaar in het universiteitsteam zat en "Freshman of the Year" werd. Daarna stapte hij over naar de Universiteit van Oklahoma.
In 2002 verloor Mahan de finale van het US Amateur van Ricky Barnes.

### Gewonnen
- 1999: 5A Texas State High School Golf Championship, US Junior Amateur Golf Championship

### Teams
- Eisenhower Trophy: 2002 (winnaars)

## Professional
Mahan werd in 2003 professional en haalde bij zijn eerste poging via de Tourschool een spelerskaart voor de Amerikaanse PGA Tour. Na het winnen van de Travelers Championship in 2007 bereikte Mahan de top 100 van de Official World Golf Ranking, en werd hij door captain Jack Nicklaus gekozen voor het team van de Presidents Cup. Een jaar later stond hij in de top 30. Na het winnen van het Houston Open in 2012 steeg hij naar nummer 4.

### Gewonnen
PGA Tour
- 2007: Travelers Championship na play-off tegen Jay Williamson
- 2010: Waste Management Phoenix Open, WGC - Bridgestone Invitational
- 2012: WGC - Matchplay, Houston Open (−16)

Europese Tour
- 2012: WGC - Matchplay

### Teams
- Presidents Cup: 2007 (winnaars), 2009 (winnaars)
- Ryder Cup: 2008 (winnaars)